# Maurice Del Mue
Maurice Del Mue, né le 24 novembre 1875 à Paris et mort le 24 janvier 1955 , est un peintre américain.

## Biographie
Maurice Auguste Hippolyte Delmué est le fils de Santino Delmué, maître d'hotel, et de Joséphine Romy, couturière.
À l'âge de 7 ans, il émigre aux États-Unis. Il est formé à la San Francisco Art Association.
Del Mue commence sa carrière en tant qu'illustrateur pour le San Francisco Chronicle dans les années 1920. 
Il conçoit des affiches pour Foster & Kleiser jusqu'en 1941.
Il réside dans son studio de Forest Knolls, dans le Comté de Marin, en Californie.